# Skärgårdsfjärden
Skärgårdsfjärden är en fjärd i Finland. Den ligger i Nagu i landskapet Egentliga Finland, i den sydvästra delen av landet, 180 km väster om huvudstaden Helsingfors.
Skärgårdsfjärden avgränsas av Nagu Berghamn i nordöst, Stenskär i öster, Mälhamn i sydöst, Granskär i söder, Boskär i sydväst samt Hjortronskär i väster. Den ansluter till Barskärs fjärden i nordväst och Ådö fjärden i sydöst.